# Bhanpuri
Bhanpuri é uma vila no distrito de Raipur, no estado indiano de Chhattisgarh.

## Geografia
Bhanpuri está localizada a 21° 06′ N, 80° 55′ L. Tem uma altitude média de 301 metros (987 pés).

## Demografia
Segundo o censo de 2001, Bhanpuri tinha uma população de 16 357 habitantes. Os indivíduos do sexo masculino constituem 53% da população e os do sexo feminino 47%. Bhanpuri tem uma taxa de literacia de 65%, superior à média nacional de 59,5%; a literacia no sexo masculino é de 74% e no sexo feminino é de 55%. 17% da população está abaixo dos 6 anos de idade.